# Rambuasalama augustasi
Rambuasalama augustasi is een vlinder uit de familie houtboorders (Cossidae). De wetenschappelijke naam van deze soort is voor het eerst geldig gepubliceerd in 2008 door Yakovlev & Saldaitis.
De soort komt voor in tropisch Afrika.